# Josef Neuner
Josef Neuner (ur. 1913, zm. 26 września 1947) – zbrodniarz nazistowski, jeden z funkcjonariuszy SS pełniących służbę w niemieckich obozach koncentracyjnych i SS-Hauptscharführer.
Z zawodu górnik. Członek NSDAP i Waffen-SS (od maja 1934). W maju 1934 rozpoczął służbę w obozie Dachau, następnie przeniesiono go do Flossenbürga, gdzie przebywał do 1 stycznia 1942, po czym powrócił do Dachau. Początkowo pełnił do września 1942 służbę w krematorium, następnie do lutego 1943 był Blockführerem. Od lutego do maja 1943 Neuner kierował komandem więźniarskim w podobozie Freimann, po czym skierowano go na identyczne stanowisko do podobozu Heunstetten. Funkcję tę pełnił do sierpnia 1943. Wówczas powrócił do obozu głównego Dachau i października 1943 piastował stanowisko zastępcy oficera raportowego (Rapportführera). Następnie przeniesiono go do podobozu Gendorf, gdzie kierował komandem więźniarskim. Wreszcie od lipca 1944 do kwietnia 1945 był Rapportführerem w podobozie Allach.
Neuner brał udział w egzekucjach przez rozstrzelanie i powieszenie. Okrutnie również znęcał się nad więźniami, zwłaszcza gdy pełnił służbę w krematorium w obozie głównym Dachau (żaden z podległych mu więźniów żydowskiego komanda nie przeżył) i podobozie Allach (gdzie katował więźniów kijem). Podczas ewakuacji tego ostatniego podobozu zastrzelił kilku więźniów niezdolnych do dalszego marszu. W procesie przed amerykańskim Trybunałem Wojskowym w Dachau, który toczył się w dniach 27 marca – 28 marca 1947 za wyżej wymienione zbrodnie skazany został na karę śmierci przez powieszenie. Wyrok wykonano pod koniec września 1947.